# Krypton-85
Krypton-85 of 85Kr is een onstabiele radioactieve isotoop van krypton, een edelgas. De isotoop komt in uiterst kleine hoeveelheden op Aarde voor: het wordt geproduceerd door interactie van kosmische straling met het stabiele krypton-84. Sedert midden jaren 40 van de 20e eeuw wordt het in grotere hoeveelheden geproduceerd door kernsplijting van uranium-235.
Krypton-85 ontstaat onder meer bij het radioactief verval van broom-85.

## Radioactief verval
Krypton-85 vervalt door β−-verval tot de stabiele isotoop rubidium-85:
{\displaystyle {\ce {{^{85}_{36}Kr}->{^{85}_{37}Rb}+{e^{-}}+{\bar {\nu }}_{e}}}}
De halveringstijd bedraagt ongeveer 10,8 jaar.
69Kr · 70Kr · 71Kr · 72Kr · 73Kr · 73mKr · 74Kr · 75Kr · 76Kr · 77Kr · 78Kr · 79Kr · 79mKr · 80Kr · 81Kr · 81mKr · 82Kr · 83Kr · 83m1Kr · 83m2Kr · 84Kr · 84mKr · 85Kr · 85m1Kr · 85m2Kr · 86Kr · 87Kr · 88Kr · 89Kr · 90Kr · 91Kr · 92Kr · 93Kr · 94Kr · 95Kr · 96Kr · 97Kr · 98Kr · 99Kr · 100Kr · 101Kr